# Капотирование

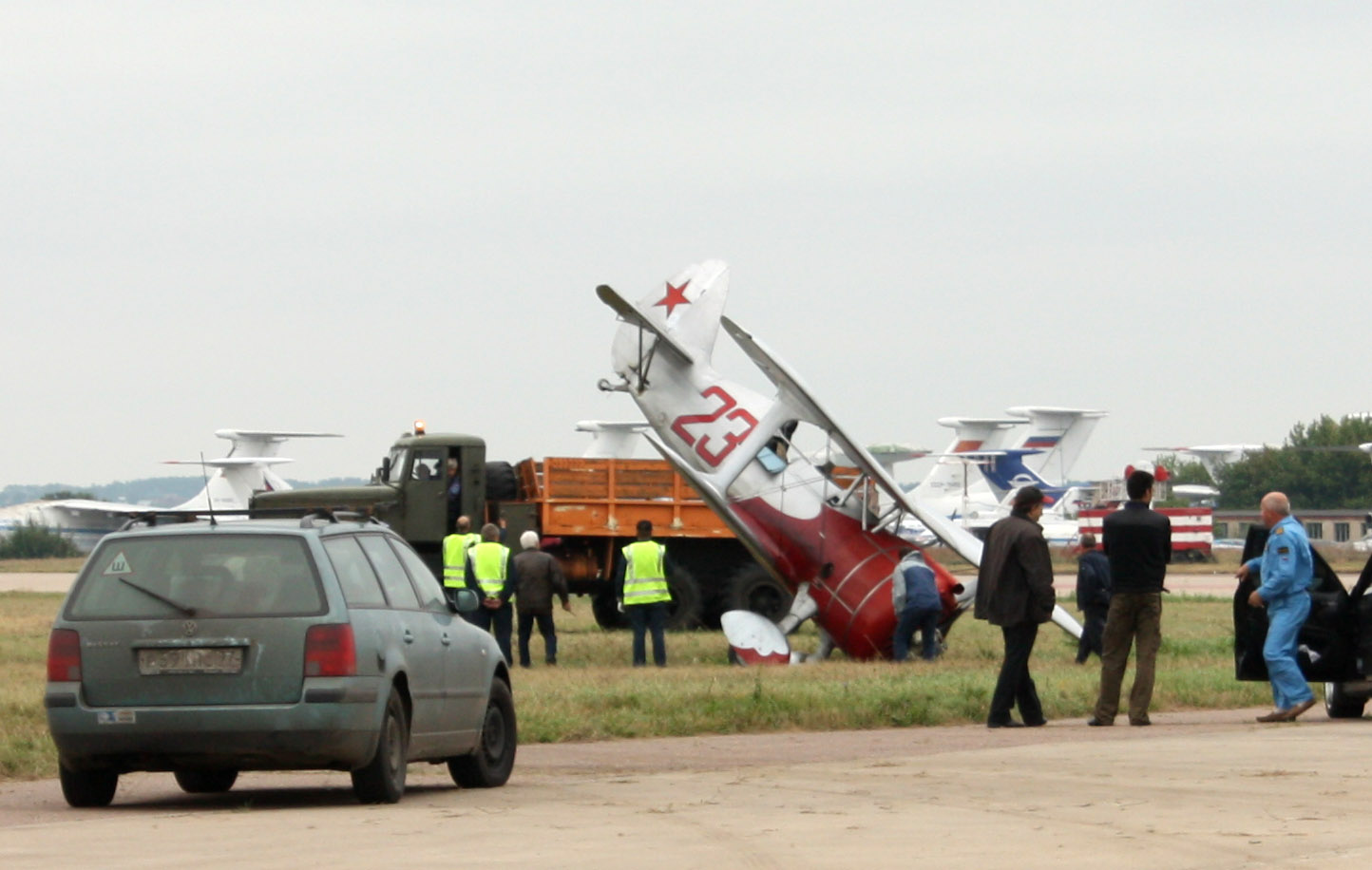
Скапотировавший И-15 бис

Капоти́рование, капота́ж, капо́т (фр. capotage) — аварийное опрокидывание самолёта на переднюю часть («нос») или переворачивание вверх шасси, на «спину», через «нос».
Капотирование может возникнуть при резком торможении или наезде передних колёс самолёта на препятствие либо застревании в грунте, возможно при близком расположении центра тяжести к относительно высокой стойке шасси.

Сильно вынесенное вперёд шасси даёт грубые толчки при посадке на скорости, вредно отзывающиеся на самолёте: при высоко расположенном центре тяжести самолёт, обладающий таким шасси, делается весьма неустойчивым вследствие могущего произойти резкого поворота при разбеге, что может вызвать даже капотаж при взлёте; отодвинутое слишком назад шасси создаёт опасность капотирования самолёта при посадке.
— Виноградов И. Н. Конструкция и расчёты самолёта на прочность / под ред. проф. В. П. Ветчинкина. — М.—Л.: ОНТИ НКТП СССР, 1935.
Капотирование характерно для лёгких, одномоторных винтовых самолётов, однако и современные крупные реактивные самолёты могут капотировать при посадке с повреждённым шасси или на недостаточно твёрдую поверхность. Капотирование происходит, когда момент действующей на самолёт силы реакции передней опоры при торможении больше момента, создаваемого силой тяжести относительно этой же опоры.
Также капотирование нередко происходит при посадке самолётов с амфибийным шасси на воду, если по каким-то причинам колёсное шасси поплавков оказывается выпущенным при посадке.